# Peter Roggisch
Peter Roggisch (né le 10 août 1937 à Berlin, mort le 21 février 2001 à Hambourg) est un acteur et metteur en scène allemand.

## Biographie
Après le Gymnasium à Hambourg, Peter Roggisch étudie d'abord le droit pendant quatre semestres et également le théâtre au cours Frese. Il se produit dans des théâtres amateurs de Hambourg et, en 1958, à 21 ans, il obtient son premier engagement à l'Ateliertheater de Berne, où il fait ses débuts dans La Paix du dimanche de John Osborne. En 1960, il est d'abord appelé au Burgtheater de Vienne en raison de l'absence d'un acteur, puis son engagement est prolongé par une autre production en raison de l'absence d'un autre acteur. Il se rend ensuite au Hamburger Kammerspiele.
De 1962 à 1964, il travaille à la Comédie de Bâle, après quoi il joue pendant huit ans au Staatstheater Stuttgart (1964 à 1972) puis huit ans au Schauspiel Frankfurt. Il participe alors avec Peter Palitzsch, Hans Neuenfels et d'autres au projet de théâtre participatif. Il travaille au Schauspielhaus Bochum pendant encore huit ans. On peut également le voir au Schauspielhaus Zurich, à la Freie Volksbühne Berlin et à la Schaubühne am Lehniner Platz.
En plus de ses engagements au théâtre, il apparaît à plusieurs reprises dans des films et est le narrateur dans des pièces radiophoniques et des livres audio.
Les dernières années, il joue régulièrement à Hambourg avec Martin Kušej au Théâtre Thalia, dont il fait partie de l'ensemble en 1998. Plus récemment, il apparaît comme le directeur Hummel dans La Sonate des spectres d'August Strindberg et, assis dans un fauteuil roulant après avoir souffert d'une tumeur au cerveau, dans une série de lectures de la Divine Comédie de Dante jusqu'à ce que la progression de sa maladie ne lui permette plus de se produire sur scène.

## Filmographie
- 1962 : Ein verdienter Staatsmann (TV)
- 1963 : Im Schatten des Krieges (TV)
- 1963 : Aus dem Bücherschrank geholt (série télévisée, 1 épisode)
- 1965 : Der schwarze Schwan (TV)
- 1965 : Zeitsperre (de) (TV)
- 1966 : Drei Schwestern (TV)
- 1966 : Wilhelm Tell (TV)
- 1968 : Sabina Englender (TV)
- 1969 : Der Kampf um den Reigen (TV)
- 1969 : Marija (TV)
- 1969 : Heinrich VI. - Der Krieg der Rosen 1. Teil (TV)
- 1969 : Alma Mater (TV)
- 1971 : Eduard IV. - Der Krieg der Rosen, 2. Teil (TV)
- 1971 : Tatort: Der Richter in Weiss (de) (TV)
- 1972 : Pas de frontière pour l'inspecteur : Le milieu n'est pas tendre (TV)
- 1974 : Die letzten Tage von Gomorrha (TV)
- 1974 : Feinde fürs Leben (TV)
- 1974 : Hedda Gabler (TV)
- 1977 : Tatort: Flieder für Jaczek (de) (TV)
- 1983 : Der steinerne Fluß (TV)
- 1983 : Die Krimistunde (série télévisée, 1 épisode)
- 1984 : Nathan der Weise (TV)
- 1985 : L'Attaque du présent sur le temps qui reste
- 1988 : Jäger der Engel
- 1988 : Der schöne Mann
- 1989 : La Toile d'araignée
- 1989 : Antigone (TV)
- 1990 : Napoléon et l'Europe (TV)
- 1991 : La Fin de l'innocence (de) (TV)
- 1992 : Schtonk !
- 1994 : Einfach nur Liebe
- 1995 : Zu treuen Händen (de) (TV)
- 1996 : Ärzte (série télévisée, 1 épisode)
- 1997 : Inspecteur Derrick : Corruption (série télévisée)
- 1997 : Lea Katz - Die Kriminalpsychologin: Das wilde Kind (TV)
- 1997 : Le Renard : Haine et vengeance (TV)
- 1998 : Der König von St. Pauli (mini-série)
- 1998 : Mein Kind muß leben (TV)
- 1998 : Totalschaden (de) (TV)
- 1998 : Rosa Roth – Jerusalem oder die Reise in den Tod (de) (TV)
- 1998 : Rosenzweigs Freiheit (TV)
- 1998 : Schlosshotel Orth (série télévisée, 1 épisode)
- 1999 : STF (série télévisée, 1 épisode)
- 1999 : Rien que la vérité (de)
- 1999 : Der Solist - Kein Weg zurück (TV)
- 2000 : Jahrestage (de) (TV)
- 2001 : Sass (de)
- 2002 : Der Solist – Kuriertag (TV)